# براد يودر
براد يودر (بالإنجليزية: Brad Yoder)‏ هو منتج أفلام وممثل أمريكي، ولد في 18 أغسطس 1971.

## وصلات خارجية
- الموقع الرسمي
- براد يودر على موقع IMDb (الإنجليزية)
- براد يودر على موقع قاعدة بيانات الفيلم (الإنجليزية)